# Clyde L. Herring
Clyde L. Herring (Jackson, 1879. május 3. – Washington, 1945. szeptember 15.) az Amerikai Egyesült Államok szenátora (Iowa, 1937–1943).